# Franz Hillenkamp
Franz Hillenkamp (* 18. März 1936 in Essen; † 22. August 2014 in Münster in Westfalen) war ein deutscher Wissenschaftler im Bereich der Physikalischen Chemie und ordentlicher Professor, der durch seine Forschungen an Matrix-unterstützter Laser-Desorption/Ionisierung bekannt wurde.

## Leben
Franz Hillenkamp studierte an der Technischen Universität München, wo er 1966 über das Thema Ein absolut messendes Laser-Kalorimeter hoher Genauigkeit promoviert wurde. Bis 1976 war er Mitarbeiter der GSF – Gesellschaft für Strahlen- und Umweltforschung, München. Von 1976 an war er als Professor an der Universität Frankfurt tätig. 1985 prägten er und seine Kollegen den Begriff MALDI für eine Matrix-unterstützte Laser-Desorption/Ionisierung in der Massenspektrometrie. 1986 folgte eine Professur an der Medizinischen Fakultät der Universität Münster, wo er 2001 emeritierte. Von 2001 an war Hillenkamp ordentliches Mitglied der Nordrhein-Westfälischen Akademie der Wissenschaften.
Franz Hillenkamp war verheiratet und hatte drei Söhne. Er starb am 22. August 2014 im Alter von 78 Jahren im westfälischen Münster.
Für seine Forschungen wurden ihm zahlreiche Ehrungen zugesprochen. Ihm wurde 2003 der Karl Heinz Beckurts-Preis und mit Michael Karas der Fresenius-Preis zugesprochen. Im Jahr 2006 erhielt er die Torbern Bergman-Medaille der Schwedischen Chemischen Gesellschaft.